# Twister (voilier)
Pour les articles homonymes, voir Twister.
Le Twister est une goélette à grand-voile bermudienne à coque et pont en acier. Son port d'attache est Enkhuizen aux Pays-Bas. Il navigue comme voilier-charter de croisière principalement en mer du Nord, en mer Baltique, Manche et Atlantique.

## Histoire
Il a été construit en 1902 aux Pays-Bas. C'était initialement un chalutier rapide à coque bois pêchant le hareng. 
En 1957 il est modifié en recevant une coque et un pont en acier. 
En 1998, il est reconverti comme voilier charter de luxe en prenant le nom de Twister et en étant doté de 7 cabines pour 20 passagers.
Il participe à de nombreux rassemblements de vieux voiliers sur la côte atlantique. Il a participé à Brest 2000, aux Tonnerres de Brest 2012 et à Brest 2016.